# 流山女性殺害事件
流山女性殺害事件（ながれやまじょせいさつがいじけん）とは、1997年（平成9年）5月18日に千葉県流山市鰭ケ崎のマンションで発生した強盗殺人・強盗強姦などの事件。
当時17歳の少年Xが、女性会社員A（当時24歳）を強姦して殺害し、キャッシュカードを奪った少年犯罪である。
事件直後、実際には無実だった被害者の親族が、千葉県警察によって誤認逮捕される冤罪事件が発生。事件発生から、2012年（平成24年）1月に真犯人Xが逮捕される（事件解決）までに15年を要した。なお、真犯人Xは本事件の2年後（1999年）に柏市内で強盗致傷事件を起こして懲役15年の刑に処され、本事件への関与が判明した時点では宮城刑務所に服役中だった。
Xは2014年（平成26年）に懲役15年が確定し、2020年（令和2年）3月に出所したが、出所後に窃盗3件（未遂1件を含む）などの事件を起こし、2021年（令和3年）に懲役4年の実刑判決を受けた。

## 概要

### 殺人事件
加害者Xは1997年5月18日、被害者である女性会社員A（当時24歳）宅のマンションに侵入し、キャッシュカードを奪ったほか、Aを強姦。包丁で背中を刺し、タオルで首を絞めてAを殺害した。翌19日朝、Aと同居していた祖母Bが遺体を発見し、事件が発覚した。また事件直後（5月18日午前）には、現場付近の現金自動受払機 (ATM) でAのキャッシュカードを用い、現金約20万円を引き出す男の姿が防犯カメラに記録されていた。事件当時、犯人Xは無職で、鰭ケ崎地区のアパートで母親と同居していた。
Xは1999年（平成11年）8月27日18時30分ごろ（ないし、19時 - 20時35分ごろ）、パチンコやゲームセンターなどで友人を介して知り合った男Yと共謀し、柏市東のマンション8階の会社員男性甲（当時33歳）宅にベランダから侵入。現金などを盗もうとしていたところ、甲の妻である乙（当時27歳）が帰宅したため、乙の手足を麻紐で縛り付け、タオルで目隠しして現金48,000円とキャッシュカード2枚を奪ったが、目隠しが取れて乙に顔を見られたため、Xは乙の首を絞めて2週間の怪我を負わせ、台所にあった食用油を撒いて火をつけ、逃走した。この事件の際、Xは被害者である乙を「俺は1人殺しているから、殺すことなんてなんとも思ってない」と脅しており、県警もその言葉を把握していた。また、本事件との間には「現場が近い」「ビル最上階の部屋で女性が被害に遭い、キャッシュカードを奪われた」という共通点もあったが、千葉県警は発生時間の違いや、柏市の事件では共犯者がいたことから、Xと本事件の関連は詳しく調べず、XのDNA型を採取することもなかった。
同年9月9日、X（当時20歳）は強盗傷害・現住建造物等放火・殺人未遂容疑で、柏警察署に逮捕され、同月29日には千葉地検松戸支部により、強盗殺人未遂・現住建造物等放火などの罪で、千葉地方裁判所松戸支部へ起訴された。その後、Xは懲役15年の判決が確定。本事件への関与が判明するまで、宮城刑務所に服役していた。

### 誤認逮捕
Aがパジャマ姿で、争った形跡も見られなかったことから、千葉県警は顔見知りによる犯行として捜査。その後、捜査の過程で外部犯の可能性を示唆する証拠が複数出てきたが、「家族による犯行」との見立てを修正することはなく、誤認逮捕に至った。
被害者Aと同居していた祖母B（当時80歳）が隣室にいながら、Aの遺体を発見するまでに1日半以上を要していたことから、県警はBに嫌疑を掛け、約2週間にわたり任意の事情聴取を繰り返した。一方、現場（Aの部屋）と隣室のクローゼットが開けられ、衣服が散乱するなど、著しい物色の跡があったことから、当時から外部犯による物取り目的説も捜査本部内部にあり、被疑者が3人に絞り込まれた時点でも、物証が噛み合わなかったことから、捜査の仕切り直しを求める声も上がったが、捜査の指揮を執った当時の捜査幹部はワンマンタイプで、現場の状況は、その幹部が見立てた通りのストーリーに合うように解釈されていった。
その結果、Bは犯行を認め、Aの姉夫婦（姉C＋夫D）との共謀や、役割分担を自白した。また、現場に残された遺留物の血液型がDと一致していたことから、県警（捜査一課および流山警察署）の捜査本部は同年6月24日、祖母B（当時80歳）・姉C（当時28歳）とCの夫D（当時27歳）の3人を、本事件の被疑者として殺人容疑で逮捕した。当時、銀行の防犯カメラに映っていた男は、Dより身長の高い男だったが、県警は「第三者の関与も考えられる」として、3人の逮捕に踏み切っていた。しかし、C夫婦は一貫して容疑を否認し、Bも弁護士がついてからは否認に転じた。さらに、先述の遺留物（Aの遺体から検出された体液）のDNA型は、Dとは別人のものであることも判明した。
結局、3人の関与を示す客観的証拠はなく、逮捕から21日目の同年7月15日、千葉地検は拘置期限切れに伴い、3人を処分保留のまま、証拠不十分として釈放した。同年12月、ないし翌1998年（平成10年）1月に、3人を不起訴処分にしていた。
真犯人であるXが逮捕された2012年（平成24年）1月18日、千葉県警察捜査一課長の宮内博文と、流山警察署長の横田正夫は逮捕会見の冒頭で、3人を逮捕したことを誤認逮捕と認め、謝罪した。また、警察庁長官の片桐裕も同月19日、国家公安委員会後の記者会見で謝罪している。しかし、事件当時80歳だった祖母Bは、2010年（平成22年）に死去していた（93歳没）。また、千葉地検はXが起訴された2012年2月9日付で、「3人が嫌疑不十分のままでは好ましくない」として、既に死去していた祖母Bは被疑者死亡を理由に、存命のC・D夫婦は嫌疑なしとして、改めて不起訴処分にした。
なお、遺族ら3人（姉夫婦＋祖母の法定相続人であるAの母親）は、千葉県警から嫌疑を掛けられて逮捕されるなどしたことによって精神的苦痛を受けたとして、2013年8月21日付で、国と千葉県を相手取り、損害賠償計1,650万円（慰謝料など）の支払いを求める国家賠償請求訴訟を起こした。千葉地裁（鹿子木康裁判長）で審理が行われ、国側が請求棄却を求めていたが、2016年（平成28年）4月27日、被告である県側が責任を認め、原告側に和解金を支払うことで和解が成立した。

### 真犯人を検挙
2010年（平成22年）4月の刑事訴訟法改正で、凶悪事件の公訴時効が廃止されたことを受け、警察庁は同年8月31日、各都道府県警察に未解決事件の捜査班を設置する方針を打ち出した。これを受け、県警は翌2011年（平成23年）4月、「強行特命捜査班」（長期未解決事件を専門に捜査する専従捜査班）を捜査一課内部に設置し、再捜査を行った。結果、1999年に類似事件を起こしていたXが浮上。2012年1月上旬、Xから任意で口腔内の細胞を提出させ、最新技術でDNA型鑑定を実施したところ、現場の遺留物とXのDNA型が一致した。また、XもAを殺害したことや、凶器の包丁（A宅にあったもの）を犯行後に捨てたこと、Aのキャッシュカードで預金約20万円を引き出したことを認める旨を供述。自供通り、凶器とみられる古い包丁が、流山市内（現場付近）の側溝から発見された。
このため、県警は2012年1月16日に、Xの身柄を宮城刑務所から千葉刑務所に移送し、同月18日に捜査本部のある流山署へ移送。同日、X（当時32歳）を本事件の被疑者として、強盗殺人容疑で逮捕した。同年2月8日、千葉地検は強盗殺人・強盗強姦・住居侵入の罪で、被疑者Xを起訴した。Xは逮捕当時、「盗み目的で侵入したが、Aに携帯電話で通報されそうになったので、室内にあった包丁で刺した」「キャッシュカードを奪い、暗証番号を聞いてから刺した」などと容疑を認めていたが、後に一部を否認し、「揉み合っているうちに（包丁が）刺さってしまった」という趣旨の供述に転じた。
なお本事件当時、Xは17歳だったため、多くの報道機関では匿名で報道されていたが、『産経新聞』はXの起訴を報じる記事で、Xを実名報道している。

## 刑事裁判
2012年11月12日、千葉地方裁判所（齊藤啓昭裁判長）で被告人Xの初公判（裁判員裁判）が開かれたが、Xおよび弁護人は強盗強姦への関与は認めた一方、殺害行為は否認。弁護人からの被告人質問に対し、Xは「Aに乱暴した後、『警察に通報しない』と言われたので逃げたが、一度自宅に戻り、銀行でAのキャッシュカードを使い、現金を引き出した後、パチンコ店に19時から20時ごろまでいた。パチンコで8万円くらい儲かったので、金を返そうとAのマンションに行ったら、Aが部屋で倒れていた。血のついた包丁が落ちていて、触ってしまったので持って逃げた」と供述した。一方、検察官は誤認逮捕されたCの「二度と警察に協力したくなかった。真相を明らかにして妹の無念を晴らしたい」という調書を朗読した。
第2回公判（11月13日）では、Xは弁護人からの被告人質問で、「逮捕前の任意の取り調べで、弁護士をつけることを拒否されたり、退室を制止されたりなど、不適切な取り調べを受け、殺害していないことをうまく説明できなかった」と主張したが、検察官の証人として出廷した千葉県警捜査一課警部補は、「逮捕前、Xから『弁護士を呼んでほしい』と言われたことはない」と証言した。
2012年11月16日の論告求刑公判（第4回公判）で、検察官は「盗み目的の身勝手な犯行で、結果も重大。現行の少年法では無期懲役（18歳未満への最高刑）に相当する」とした上で、懲役15年が最高刑だった事件当時の少年法を適用し、懲役15年を求刑した。一方、弁護人は最終弁論で、強盗殺人については「客観的証拠がない」として無罪を主張し、住居侵入・強盗強姦についても「公訴時効が成立している」として免訴を求めた。被告人Xは最終意見陳述で、「自分の許されない大きな罪を反省している」と謝罪の言葉を述べた一方、殺害については改めて否定した。
2012年11月21日に判決公判が開かれ、千葉地裁（齊藤啓昭裁判長）は検察官の求刑通り、懲役15年の判決を言い渡した。千葉地裁 (2012) は判決理由で、「Xが殺害を認めたとする捜査段階の供述調書は合理的で信用できる。遺体の状況などから、被害者は乱暴された直後に殺害された可能性が高い」として、Xを犯人と認定した上で、「強盗と強姦をしたのに被害者方に戻るのは不自然で、被害者に顔を見られており、殺害する強い動機もある。金を返そうという理由も首肯できず、弁解は信用できない」として、被告人Xの主張を退けた。
弁護人側は判決を不服として、同月27日付で東京高等裁判所に控訴したが、東京高裁（村瀬均裁判長）は2013年（平成25年）7月18日に「Xの供述通り、凶器とみられる刃物が発見されており、犯行を認めた捜査段階の供述は信用できる」「弁解は信用できない」として、原判決を支持して控訴を棄却する判決を宣告した。2014年（平成26年）2月12日付で、最高裁判所第三小法廷（木内道祥裁判長）が被告人X側の上告を棄却する決定を出したため、懲役15年の判決が確定している。

## 出所後
加害者Xは2020年（令和2年）3月に刑期を終えて出所したが、同年7月1日朝、千葉駅（千葉市中央区）付近の店舗から金品を盗もうとした窃盗未遂・建造物損壊・建造物侵入事件を起こし、逮捕・起訴された。また、同年6月に千葉市中央区と松戸市でそれぞれ住宅に侵入し、現金やゲーム機などを盗んだとして、窃盗罪・住居侵入罪でも追起訴された。
その後、同事件の初公判では起訴内容を一部否認していたが、後に起訴事実を認める主張に一転。しかし、2020年6月の窃盗事件については起訴内容を否認した。被告人Xは、2021年（令和3年）6月15日に千葉地裁（宮崎桃子裁判官）で開かれた論告求刑公判で、懲役4年6月を求刑され、同年7月9日の判決公判で、「被害品の所持状況からXが犯人と推認される。Xの弁解は不自然・不合理で、20年間の矯正期間を経てなお規範意識の欠如は明らかだ」として、懲役4年の実刑判決を言い渡されている。